# نیکلاس دلویکیو
نیکلاس دلویکیو (انگلیسی: Nicolas Delvecchio؛ زادهٔ ۱۲ مارس ۱۹۹۸) بازیکن فوتبال است.